# Резолюция Совета Безопасности ООН 123
Резолюция Совета Безопасности ООН 123 — резолюция, принятая 21 февраля 1957 года после обострения конфликта вокруг Джамму и Кашмира. Совет потребовал, чтобы Председатель Совета Безопасности ООН посетил регион и вместе с правительствами Индии и Пакистана рассмотрел любые предложения, которые могут способствовать разрешению конфликта. Совет потребовал, чтобы он отчитался перед ними не позднее 15 апреля, и итоговый отчёт лёг в основу Резолюции 126, принятой в декабре того же года.
Решение принято десятью голосами, при этом никто не голосовал против; Советский Союз воздержался.

## Содержание
В вопросе Кашмира, являющемся предметом конфликта между Индией и Пакистаном, было решено демилитаризовать этот район и провести плебисцит о будущем Кашмира.
Совет Безопасности напомнил о резолюции 122 и резолюциях Комиссии ООН по Индии и Пакистану. Председателю Совета Безопасности, представителю Швеции, было предложено изучить вместе с Индией и Пакистаном предложения, которые могут способствовать урегулированию конфликта, посетить Индию и доложить не позднее 15 апреля. Для работы с ним были приглашены Индия и Пакистан. Генеральному секретарю и представителю ООН в Индии и Пакистане было предложено помочь ему.

## Голосование
| За (10) | Воздержались (1) | Против (0) |
| --- | ---------------- | ---------- |
| - Китайская Республика - Великобритания - США - Франция - Австралия - Ирак - Колумбия - Куба - Филиппины - Швеция | - СССР           |            |

 * жирным выделены постоянные члены Совета Безопасности ООН